# Les Châteliers
Les Châteliers község Franciaország Új-Aquitania régiójában, Deux-Sèvres megyében. Új községként 2019. január 1-jén jött létre két korábbi község: Coutières és Chantecorps egyesítésével. Lakosainak száma 452 fő (2022. január 1.).

## Népesség
| Lakosok száma | 484  | 475  | 473  | 465  | 459  | 452  |
|               | 2017 | 2018 | 2019 | 2020 | 2021 | 2022 |